# 南海燕科
南海燕科（学名：Oceanitidae），也称洋海燕科，是鹱形目的一类海鸟，它们以甲壳类浮游动物和小型鱼类为食。南海燕科的物种在全世界广泛分布，但北半球只有黄蹼洋海燕一种。
该科包括以下物种：
洋海燕属
- 黄蹼洋海燕 Oceanites oceanicus
- 白臀洋海燕 Oceanites gracilis
- 黑洋海燕 Oceanites pincoyae

灰背海燕属
- 灰背海燕 Garrodia nereis

白脸海燕属
- 白脸海燕 Pelagodroma marina

舰海燕属
- 白腹舰海燕 Fregetta grallaria
- 黑腹舰海燕 Fregetta tropica
- 新喀海燕 Fregetta lineata
- 新西兰舰海燕 Fregetta maoriana

白喉海燕属
- 白喉海燕 Nesofregetta fuliginosa